# もぎゅっと“love”で接近中!
- ラブライブ! > μ's > もぎゅっと“love”で接近中!
- ラブライブ! > ラブライブ!のディスコグラフィ > もぎゅっと“love”で接近中!

「もぎゅっと“love”で接近中！」（もぎゅっとラブでせっきんちゅう）は、μ'sの楽曲。同グループの4thシングルとして2012年2月15日にLantisから発売された。センターは、第3回総選挙の結果により高坂穂乃果が務めている。CDには楽曲とボイスドラマを、DVDには「もぎゅっと“love”で接近中！」のプロモーションビデオを収録している。Wジャケット仕様 になっている。

## 概要
初回生産分には「μ'sのsweet&sweetバレンタインメッセージカード」1枚（全9種）がランダムで封入されている。法人特典として、アニメイト・ゲーマーズ・コミックとらのあなで購入すると、数量限定のアナザージャケット が商品1つにつき、1枚付属した。
本CDの発売を記念して、2012年2月5日から2月26日にかけて「秋葉原×ラブライブ！キャンペーン μ'sおすすめのお店をまわってステッカーをGETしよう！」を実施。アニバーサリーチョコレートを販売するとともに、キャンペーンに参加する秋葉原の9店舗ではイメージガールとなったμ'sメンバーのオリジナルステッカーを配布した。
キャッチコピーは「今度のμ'sはあまあまラブソング!」。

## 収録曲
収録内容におけるボーカル曲は太字、ボイスドラマパートは▲印で表記する。
- CD

1. もぎゅっと“love”で接近中！ [5:43]
  - 作詞：畑亜貴、作曲：増田達行、編曲：A-bee
  - 定番となった掛け合いやエフェクティブな声の使い方でかわいらしさを前面に出したテクノポップ[5]。
  - 「もぎゅっと」とは「もう、ぎゅっとしちゃう！」の略である[6]。
2. 愛してるばんざーい！ [4:52]
  - 作詞：畑亜貴、作曲：山田高弘、編曲：清水哲平
  - 穏やかで優しい歌唱が印象的な曲である[5]。
3. もぎゅっと“love”で接近中！(Off Vocal)
4. 愛してるばんざーい！(Off Vocal)
5. もうすぐバレンタイン▲ [9:44]
6. 準備だ！バレンタイン▲ [7:48]
7. レッツクッキング▲ [7:53]
8. あなたのもとへ▲ [12:48]
  - 原案：公野櫻子、脚本：子安秀明、出演：μ's

- DVD

1. もぎゅっと“love”で接近中！ [6:14]
  - テーマはバレンタインデー。舞台は学校に戻ったが、衣装が白黒のメイド服であるため画面が寂しくならないよう、文化祭という設定にして学校全体をラッピングした[7]。「ラヴ」という額が掲げられた弓道場で海未がチョコレートを出す場面は特に人気が高い[8]。

## PVスタッフ
- 企画 - サンライズ
- 原作 - 矢立肇
- 原案 - 公野櫻子
- 絵コンテ・演出・監督 - 京極尚彦
- キャラクターデザイン - 室田雄平
- デザインワークス - 西田亜沙子
- 作画監督 - 西田亜沙子、室田雄平
- 美術監督 - 徳田俊之
- セットデザイン - 高橋武之
- 色彩設計 - 横山さよ子
- CGプロデューサー - 今村幸也
- 3DCGI - 東映アニメーション デジタル映像部
- 撮影監督 - 葛山剛士
- 編集 - 今井大介
- 音響監督 - 明田川仁
- 音楽制作 - ランティス
- 音楽プロデューサー - 斎藤滋
- プロデューサー - 平山理志、伊藤善之、高野希義
- 振付 - 石川ゆみ
- 製作 - プロジェクトラブライブ!（サンライズ、ランティス、アスキー・メディアワークス）

## 収録アルバム
| 曲名                       | アルバム                                 | 発売日       | 備考           |
| -------------------------- | ---------------------------------------- | ------------ | -------------- |
| もぎゅっと“love”で接近中！ | 『μ's Best Album Best Live! collection』 | 2013年1月9日 | ベストアルバム |
| 愛してるばんざーい！       | 『μ's Best Album Best Live! collection』 | 2013年1月9日 | ベストアルバム |

## カバー
愛してるばんざーい！
- 松澤由美 - 2020年5月27日発売のアルバム「Yumi Matsuzawa AnimeSong Cover Album」に収録[9]。